# Zingiber aurantiacum
Zingiber aurantiacum là một loài thực vật có hoa trong họ Gừng. Loài này được Richard Eric Holttum miêu tả khoa học đầu tiên năm 1950 dưới danh pháp Zingiber gracile var. aurantiacum. Năm 1996 (xuất bản năm 1998), Ida Theilade nâng cấp nó thành loài độc lập với danh pháp Zingiber aurantiacum.

## Mẫu định danh
Mẫu định danh: Burkill H.M. & Holttum R.E. SFN 8806 thu thập tại vùng đồi Fraser ở bang Pahang, Malaysia. Lectotype lưu giữ tại Vườn Thực vật Singapore (SING).

## Từ nguyên
Tính từ định danh aurantiacum (giống đực: aurantiacus, giống cái: aurantiaca) là tiếng Latinh có nghĩa là màu da cam, ở đây để nói tới các lá bắc màu da cam tươi của loài này.

## Phân bố
Loài này có tại Malaysia bán đảo (các bang Johor, Malacca, Negeri Sembilan, Pahang và Selangor). Được tìm thấy trong rừng, ở cao độ 600-1.400 m.

## Phân loại
Thuộc nhóm Zingiber gracile trong tổ Zingiber, bao gồm Z. aurantiacum, Z. elatius, Z. gracile, Z. kelantanense, Z. petiolatum, Z. raja, Z. singapurense và Z. sulphureum.

## Mô tả
Chồi lá cao 1,5–2 m. Lưỡi bẹ dài 5–6 mm. Lá hình mác hẹp, tới 27-35 × 3,5–6 cm, cuống lá ngắn. Cán hoa dài 15–35 cm. Cành hoa bông thóc thanh mảnh, dài 15–20 cm và rộng 2,5 cm; bẹ cán hoa màu tía. Các lá bắc màu da cam tươi chuyển thành đỏ khi tạo quả. Lá bắc con dài 2,5 cm. Đài hoa dài 2,5–3 cm. Tràng hoa dài 6 cm; các thùy dài 2 cm, màu kem. Cánh môi dài tới 6 cm, màu kem; thùy giữa thuôn dài, dài 2,2 cm, đỉnh rộng đầu hoặc chẻ đôi; các thùy bên hình xoan. Quả nang dài tới 2,5 cm, nhẵn nhụi; hạt màu nâu hạt dẻ. Phấn hoa hình cầu, đường vân như ở não.